# 押収
押収（おうしゅう）とは、刑事手続における物の占有を取得する処分の総称。

## 概説
取得段階から強制である場合を差押といい、取得段階には強制力が行使されないものを領置という。占有取得段階での強制力行使の有無にかかわらず、その占有を継続しつづけることができるという意味ではいずれも強制処分の一種である。